# Bahaba chaptis
Bahaba chaptis és una espècie de peix de la família dels esciènids i de l'ordre dels perciformes.

## Morfologia
- Els mascles poden assolir 50 cm de longitud total.[6][7]

## Hàbitat
És un peix d'aigua marina i salabrosa, de clima tropical i bentopelàgic, el qual viu a les aigües costaneres i els cursos inferiors dels rius.

## Distribució geogràfica
Es troba a l'Índic oriental: la badia de Bengala a Bengala Occidental (l'Índia), Bangladesh i Myanmar.

## Amenaces
Tot i no ser d'interès per a la pesca comercial, és capturat accidentalment mitjançant xarxes d'arrossegament, xarxes d'emmallament, etc. No hi ha estadístiques de captures d'aquesta espècie, per la qual cosa es desconeix si pateix cap altre amenaça per a la seua supervivència.

## Observacions
És inofensiu per als humans.